# Lutherkirche (Karlsruhe)

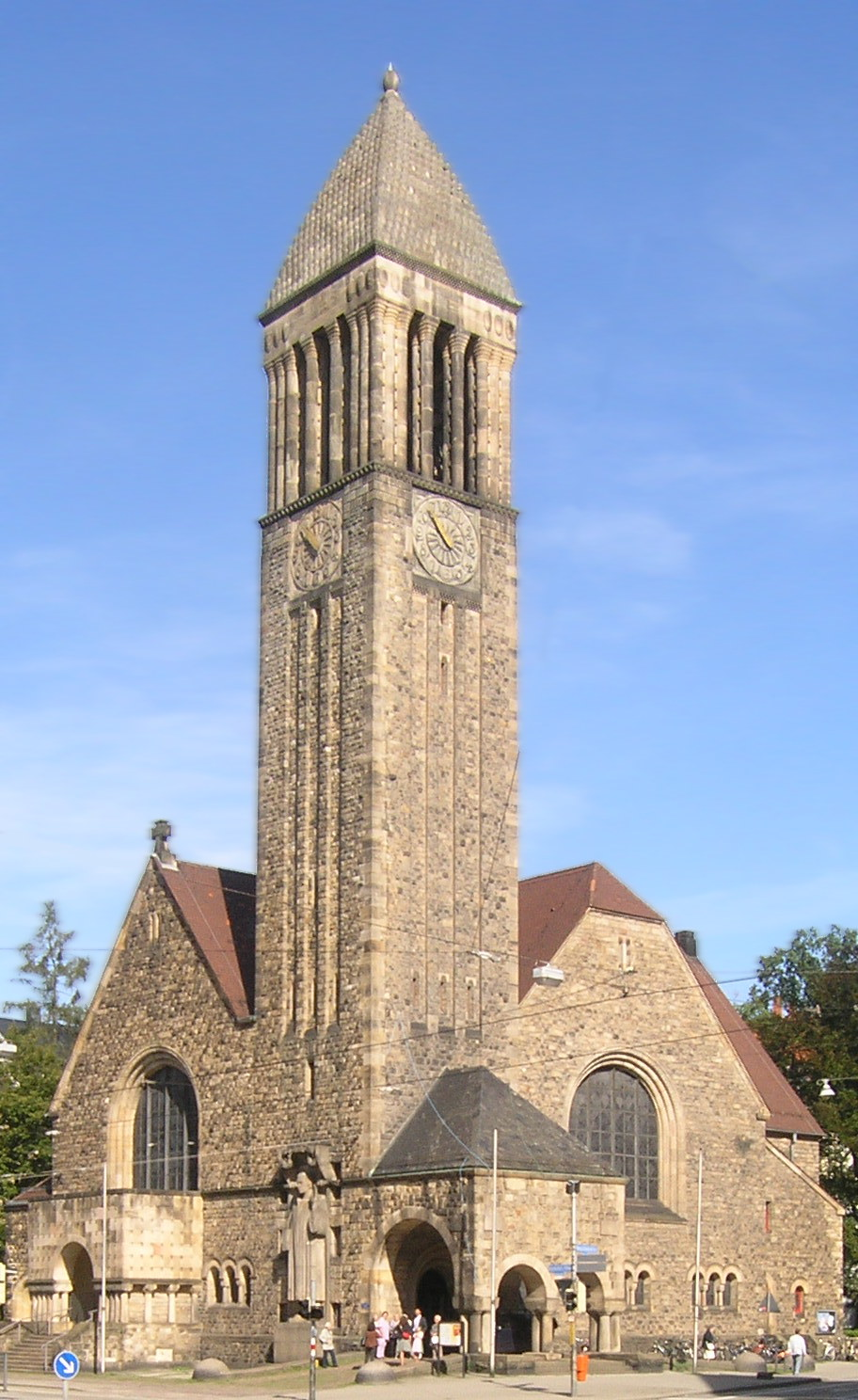
Lutherkirche, Ansicht 2010

Die evangelische Lutherkirche in Karlsruhe wurde von 1905 bis 1907 nach Plänen des Architekturbüros Curjel & Moser in der Oststadt erbaut und ist als Kulturdenkmal von besonderer Bedeutung geschützt. Die Denkmalstiftung Baden-Württemberg ernannte sie zum Denkmal des Monats Dezember 2018.

## Geschichte
In der östlichen Stadterweiterung war der markante Standort am Durlacher Tor durch die katholische Bernharduskirche belegt. Für eine evangelische Kirche wurde ein Standort an der Durlacher Allee gegenüber dem Gottesauer Platz gewählt. Die zusammenhängende Baugruppe aus Kirche und Pfarrhaus wurde mit der umschließenden Wohnbebauung an der Melanchthonstraße als Ensemble geplant, um die Einbettung der Kirche in die Gemeinde zu betonen.

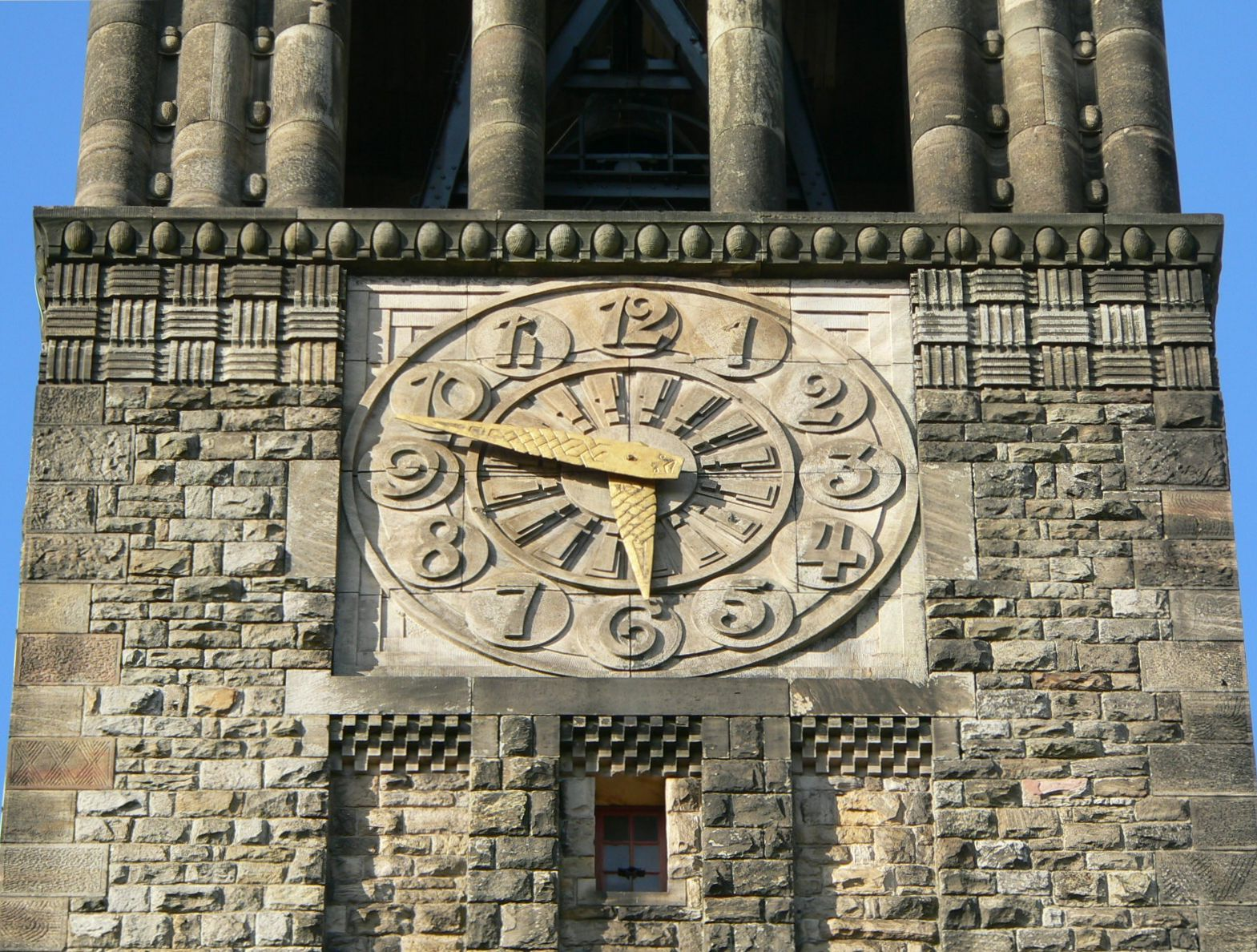
Jugendstil-Uhr am Glockenturm der Lutherkirche

Der Entwurf stammt von Robert Curjel und Karl Moser. Während die wenige Jahre vorher von denselben Architekten erbaute Christuskirche noch neugotische Großformen mit Jugendstil-Details kombinierte, ist die Lutherkirche im monumentalen Äußeren, bei dem sich untergeordnet auch neuromanische Elemente finden, vor allem aber im Inneren vollständig, wie die Uhr am Glockenturm, vom Jugendstil geprägt. An der Front befindet sich eine Plastik von Oskar Kiefer, die Martin Luther darstellt. Der gewaltige, 53 Meter hohe Turm ist wie das Kirchengebäude aus gelbem Pfälzer Sandstein errichtet. Der Turm von Basels Badischem Bahnhof, den Curjel und Moser 1910–1913 errichteten, hat hier sein Vorbild.
Die auf die zentral positionierten Elemente Altar, Kanzel und Orgel hin orientierte Anlage des Innenraums folgt den Kirchenbauidealen des Wiesbadener Programms, nach dem die bauliche Anlage es den Gläubigen ermöglichen soll, sich auf die Verkündigung des Wortes und die begleitende Musik zu konzentrieren. Diesem Konzept folgend stellten die Architekten Kanzel, Altar und Orgel in der Mittelachse des Kirchenraums zu einer monumentalen Gruppe übereinander. Die Sitzbänke ordneten sie über Eck an, wodurch die Besucher nahe am Geschehen und mit freier Sicht auf den Prediger sitzen können. Über der Kanzel ist in einem Relief von Hermann Binz die Bergpredigt abgebildet. Die Mosaiken stammen von Heinrich Altherr. Die Farbverglasungen nach Entwürfen von Max Laeuger und die Orgel aus der Werkstatt von Heinrich Voit sind nicht erhalten.
Die Grundsteinlegung erfolgte 1905 in Anwesenheit von Großherzog Friedrich I., der als Landesbischof der evangelischen Kirche in Baden vorstand. Eine „Fürstenauffahrt“ an der Seite des Baus ermöglicht direkten Zugang zur Loggia für die großherzogliche Familie. Das großherzogliche Paar stiftete aus Anlass seines fünfzigjährigen Ehejubiläums die „Ehejubiläumsglocke“.
Nach Beschädigungen im Zweiten Weltkrieg beim Bombenangriff vom 24./25. April 1944 wurde der Kirchenbau ab 1946 wiederhergestellt und 1961 neue Fenster nach Entwürfen von Klaus Arnold eingebaut. 1984 wurde der Innenraum originalgetreu restauriert.

## Orgel
Da die 1907 eingebaute Orgel aus der Werkstatt H. Voit & Söhne (Durlach) im Zweiten Weltkrieg zerstört wurde, fertigte die Orgelbauwerkstatt Eberhard Friedrich Walcker (Ludwigsburg) in den 1950er Jahren ein neues Instrument für die Lutherkirche. Aufgrund zunehmenden Verschleißes wurde in den 1990er-Jahren der Neubau einer Orgel – unter Wiederverwendung einiger Register der Walcker-Orgel – beschlossen. Das heutige Instrument mit 41 Registern wurde von der Werkstatt Mönch Orgelbau (Überlingen) erbaut und 2001 fertiggestellt. Die Spieltrakturen sind mechanisch, die Koppeln und Registertrakturen elektrisch.
| I Hauptwerk C–a3 |             |        |
| 1.               | Prinzipal   | 16′    |
| 2.               | Prinzipal   | 8′     |
| 3.               | Gamba       | 8′     |
| 4.               | Flöte       | 8′     |
| 5.               | Bordun      | 8′     |
| 6.               | Oktave      | 4′     |
| 7.               | Rohrflöte   | 4′     |
| 8.               | Quinte      | 2 ⁄3′  |
| 9.               | Superoktave | 2′     |
| 10.              | Terz        | 1 3⁄5′ |
| 11.              | Mixtur IV   | 1 ⁄3′  |
| 12.              | Trompete    | 8′     |

| II Schwellwerk C–a3 |                 |        |
| 13.                 | Bordun          | 16′    |
| 14.                 | Flötenprinzipal | 8′     |
| 15.                 | Viola           | 8′     |
| 16.                 | Vox coelestis   | 8′     |
| 17.                 | Hohlflöte       | 8′     |
| 18.                 | Traversflöte    | 4′     |
| 19.                 | Fugara          | 4′     |
| 20.                 | Quintflöte      | 2 ⁄3′  |
| 21.                 | Oktavino        | 2′     |
| 22.                 | Terzflöte       | 1 3⁄5′ |
| 23.                 | Mixtur IV       | 2 ⁄3′  |
| 24.                 | Tuba            | 8′     |
| 25.                 | Klarine         | 4′     |
| 26.                 | Oboe            | 8′     |
|                     | Tremulant       |        |

| III Schwell-Echowerk C–a3 |                   |       |
| 27.                       | Geigenprinzipal   | 8′    |
| 28.                       | Salicional        | 8′    |
| 29.                       | Lieblich Gedeckt  | 8′    |
| 30.                       | Violine           | 4′    |
| 31.                       | Flauto dolce      | 4′    |
| 32.                       | Harmonia aetherea | 2 ⁄3′ |
| 33.                       | Englisch Horn     | 8′    |

| Pedal C–f1 |             |     |
| 34.        | Untersatz   | 32′ |
| 35.        | Kontrabass  | 16′ |
| 36.        | Subbass     | 16′ |
| 37.        | Oktavbass   | 8′  |
| 38.        | Violoncello | 8′  |
| 39.        | Oktave      | 4′  |
| 40.        | Posaune     | 16′ |
| 41.        | Trompete    | 8′  |

- Koppeln:

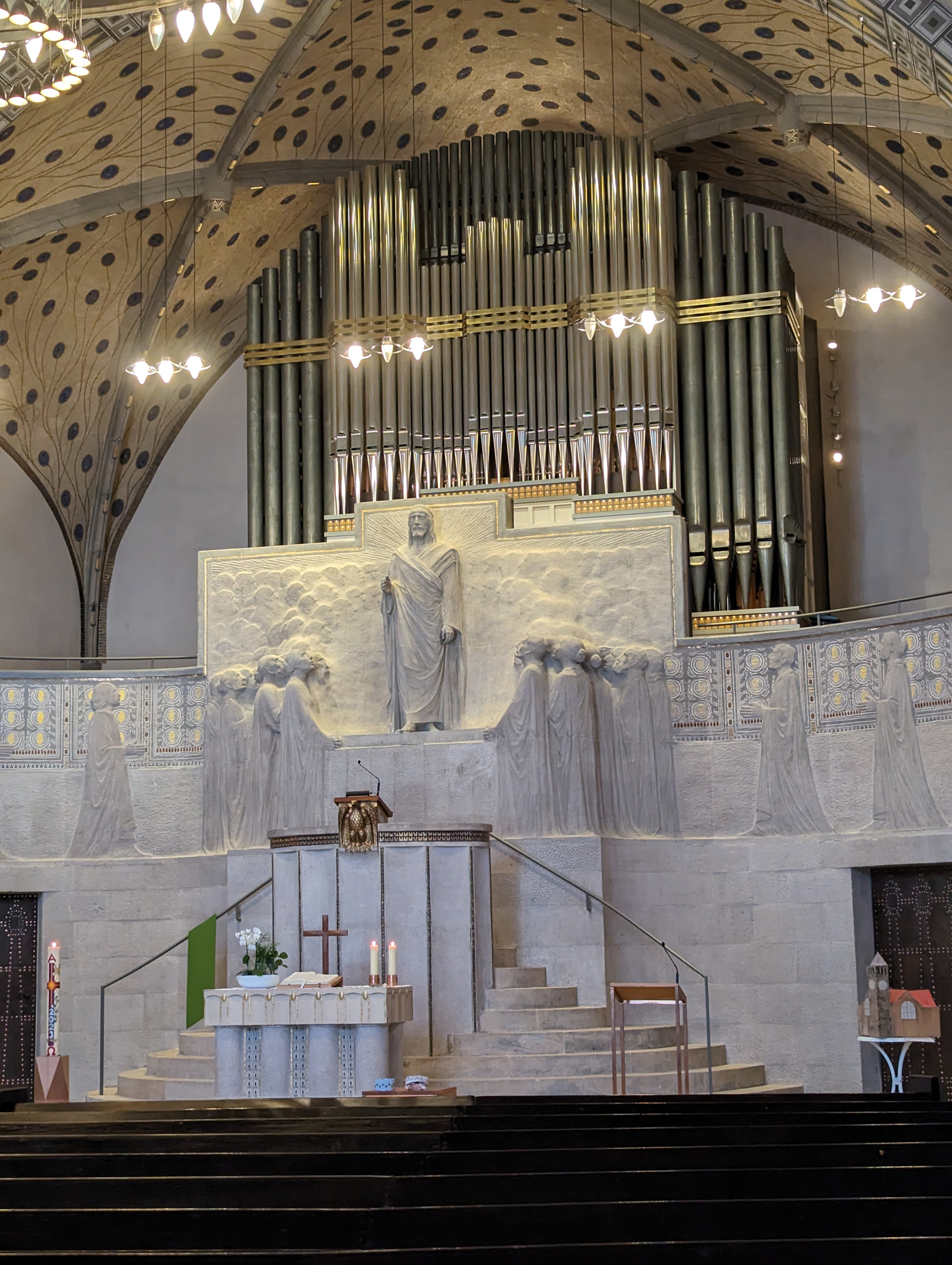
Kanzelaltar und Orgel

  - Normalkoppeln: II/I, III/I, III/II, I/P, II/P, III/P
  - Superoktavkoppeln: II/II, I/I
  - Suboktavkoppeln: II/I, II/II
- Spielhilfen: Setzeranlage, Crescendowalze.

## Glocken
Vom 1924 von der Glockengießerei Bachert gegossenen Geläut hat nur die damals kleinste und heute mittlere Glocke den Zweiten Weltkrieg überdauert. 1956 goss der nun Karlsruher Glocken- und Kunstgießerei heißende Betrieb vier neue Glocken hinzu, so dass im Kirchturm heute ein fünfstimmiges Geläut erklingen kann.
| Glocke | Name                  | Gussjahr | Durchmesser | Masse   | Schlagton |
| ------ | --------------------- | -------- | ----------- | ------- | --------- |
| 1      | Totengedächtnisglocke | 1966     | 1590 mm     | 2130 kg | c'        |
| 2      | Betglocke             | 1966     | 1330 mm     | 1490 kg | es'       |
| 3      | Friedensglocke        | 1924     | 1050 mm     | 650 kg  | g'        |
| 4      | Gnadenglocke          | 1966     | 900 mm      | 470 kg  | b'        |
| 5      | Taufglocke            | 1966     | 830 mm      | 385 kg  | c″        |